# José Pablo Varela
José Pablo Varela, vollständiger Name José Pablo Varela Rebollo, (* 29. Mai 1988 in Florida, Uruguay) ist ein uruguayischer Fußballspieler.
Der je nach Quellenlage 1,77 Meter oder 1,78 Meter große „Rulo“ Varela begann seine Karriere in der Jugend von Club Atlético Florida und wechselte 2006 zu Defensor Sporting Club. Im Januar 2007 wurde er in die Reserve von Defensor befördert und wechselte im September 2009 auf Leihbasis zur zweiten Mannschaft von Dinamo Bukarest. In Rumänien kam er aber nicht über die Reservisten-Rolle hinaus und kehrte nach fünf absolvierten Spielen zurück nach Uruguay. Von dort wurde er von Defensor erneut verliehen, diesmal führte sein Weg zum Club Atlético Atenas. Beim maldonadischen Klub gab er am 11. April 2010 gegen den Rampla Juniors FC sein Profi-Debüt in der Primera Division. Für die Mannschaft aus San Carlos bestritt er in der Clausura 2010 vier Erstligaspiele und erzielte zwei Treffer. Sodann trat er ab der Apertura der Spielzeit 2010/11 für den Ligakonkurrenten Bella Vista an. Dort wurde er bis zum Abschluss der Saison 2011/12 in 55 Begegnungen der Primera División eingesetzt und traf neunmal. Zwischenzeitlich befand sich Varela ab dem 8. Januar 2012 im Probetraining des VfL Bochum und wurde seitens der Westfalen in der Rückrundenvorbereitung auch als Gastspieler eingesetzt. In der Apertura der Saison 2012/13 stand er bei Danubio unter Vertrag und absolvierte acht Erstligapartien. Im Jahr 2013 spielt er nunmehr für den ecuadorianischen Verein Liga de Loja in der Copa Pilsener. Dort kam er bis zu seinem bislang letzten Einsatz am 14. Juni 2013 zu 16 Liga-Einsätzen. Im Juli 2013 wurde sein Wechsel nach Honduras zu Motagua vermeldet. Er unterzeichnete einen Vertrag für zwei Torneos. Bei den Honduranern trifft er auf seinen Landsmann Maximiliano Lombardi, der vom selben Berater wie er selbst vertreten wird. Er debütierte in der honduranischen Liga am 11. August 2013, sein erstes Tor schoss er am 15. August 2013. Insgesamt lief er bis zu seinem letzten Einsatz am 21. April 2014 gegen CD Marathón 29-mal für Motagua auf und erzielte sieben Treffer. Zur Apertura 2014 trat er ein Engagement beim uruguayischen Erstligisten Club Atlético Rentistas an. Dort wurde er in der Saison 2014/15 22-mal (ein Tor) in der Primera División und einmal (kein Tor) in der Copa Sudamericana 2014 eingesetzt. Im Juli 2015 wechselte er zum Ligakonkurrenten Juventud, für den er in der Spielzeit 2015/16 29 Erstligapartien (drei Tore) und vier Begegnungen (kein Tor) der Copa Sudamericana 2015 absolvierte. 13 persönlich torlosen Erstligaeinsätzen in der Saison 2016 folgte in der laufenden Spielzeit 2017 bislang (Stand: 9. Februar 2017) ein weiteres absolviertes Ligaspiel (kein Tor).